# 菅沼美帆
菅沼 美帆（すがぬま みほ、1991年〈平成3年〉5月12日 - ）は、日本の元ファッションモデル。スターダストプロモーションに所属していた。愛知県豊川市出身。

## 略歴
- 2005年6月から、雑誌「ラブベリー」にてレギュラーモデルとして活動開始。
- 2007年5月24日、自身の公式ブログで活動休止を発表した。高校生になった事でもあり、学校の方を頑張ると伝えた。なお、自身の通っている高校がアルバイトやモデル活動を禁止していたため、高校在学中は学業に専念した。
- 2010年4月4日、自身の公式ブログで活動再開を発表。高校を卒業し大学に進学した。
- 2011年ミスフェニックスコンテスト ミス日本大学 準グランプリ[1]。
- その後所属していたスターダストプロモーションを退所し、会社員に転身。2022年2月1日より2023年１月31日まで、スポーツニッポン新聞社「Voicyスポニチニュース」の火曜日を担当していた[2]。

## 人物
- 愛知県豊川市立代田小学校卒→愛知県豊川市立代田中学校卒→愛知県立国府高等学校普通科→日本大学法学部政治経済学科卒業[1]。
- 中学生の頃は卓球部に所属していた。
- 高校生の頃は新体操部に所属していた。
- 当時は地元のダンス教室（TCスプラウト）に習っていた。
- ニコラモデルだった亀澤杏奈（現：亀澤杏菜）とは同期で、小学校・中学校・高校が同じである。

## 出演作品

### 雑誌
- ラブベリー（2005年6月～レギュラーモデル、2007年にラブベリーを卒業）

### 書籍
- @me.（2007年3月24日）スタ☆ログメンバーと出演
- まっぷる「東京ベストスポット」（2012年）栗田萌と共演[3]
- まっぷる「横浜 中華街みなとみらい'14」（2013年）栗田萌と共演[4]

### モデル
- 3年2組 パジャマモデル

### カタログ
- フェリシモフィーユ